# Zweeds zaalvoetbalteam (vrouwen)
Het Zweeds zaalvoetbalteam voor vrouwen is een team van zaalvoetbalsters dat Zweden vertegenwoordigt in internationale wedstrijden. Het team ontstond in januari 2018 en speelde haar eerste match op 1 april 2018 tegen Tsjechië.

## Zweden op het Europees kampioenschap
| Jaar   | Ronde               | Wed.                | W                   | G                   | V                   | D+                  | D+                  |
| ------ | ------------------- | ------------------- | ------------------- | ------------------- | ------------------- | ------------------- | ------------------- |
| 2019   | Niet gekwalificeerd | Niet gekwalificeerd | Niet gekwalificeerd | Niet gekwalificeerd | Niet gekwalificeerd | Niet gekwalificeerd | Niet gekwalificeerd |
| 2022   | Niet gekwalificeerd | Niet gekwalificeerd | Niet gekwalificeerd | Niet gekwalificeerd | Niet gekwalificeerd | Niet gekwalificeerd | Niet gekwalificeerd |
| 2023   | Kwalificatie gaande | Kwalificatie gaande | Kwalificatie gaande | Kwalificatie gaande | Kwalificatie gaande | Kwalificatie gaande | Kwalificatie gaande |
| Totaal | 0/2                 | 0                   | 0                   | 0                   | 0                   | 0                   | 0                   |